# Nationalpark Sila
Der Nationalpark Sila (italienisch: Parco nazionale della Sila) ist einer der insgesamt 24 Nationalparks in Italien. Er wurde 1997 eingerichtet; zuvor gab es bereits seit 1968 den Parco nazionale della Calabria.
Er liegt im Silagebirge etwa im Zentrum Kalabriens und ist besonders durch Wälder und Hügel geprägt.